# Kőbánya-Kispest (Metró Budapest)
Kőbánya-Kispest ist die südliche Endstation der Linie M3 der Metró Budapest und wurde 1980 eröffnet.
Die Station befindet sich im X. Budapester Bezirk (Kőbánya).

## Galerie

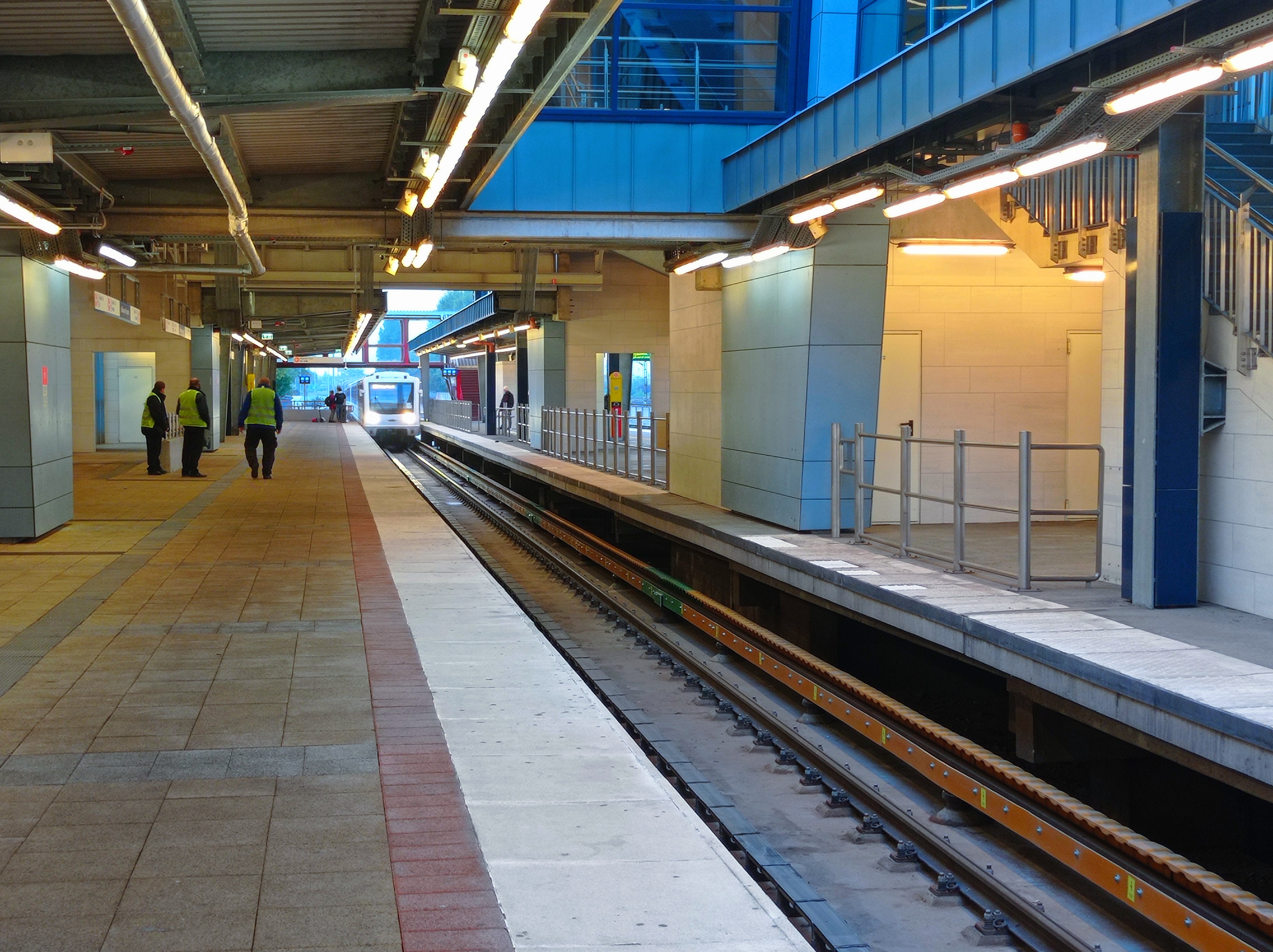
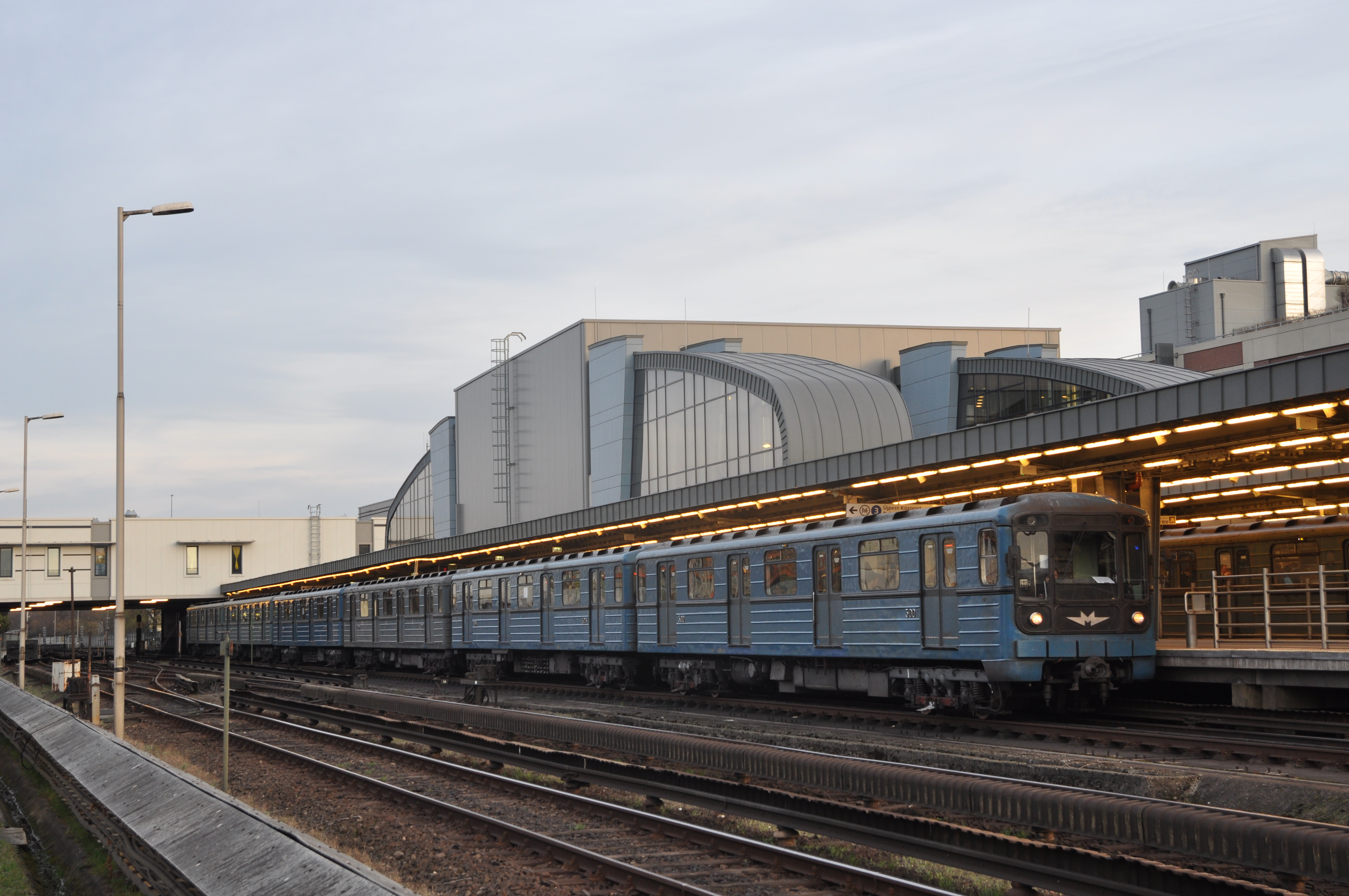